# 全螢幕手機
全螢幕手機是智慧型手機的一種設計型式，目前為最主要的發展方向。以最嚴格的定義而論，只有整個正面都是螢幕（滿版螢幕、全版螢幕）的手機才能算是全螢幕手機，但目前受困於技術限制暫未有手機能達到此一標準。現時市面上大多數手機所採用的方式就是裁切頂部聽筒和底部手機按鈕面積來提升螢幕比例以達更佳視覺效果。因此，目前市面上的全螢幕手機嚴格來說只屬於「高屏占比手機」。
全面屏手机由于基本继承了传统手机的长宽比，仅将上下非屏幕区域转换为屏幕区域，故一般不采取传统手机的屏幕比例（16:9）。目前，全面屏手机采用的屏幕比例自17:9至21:9不等，其中，使用19.5:9以及20:9的机型居多。

## 历史
早在2014年，夏普就曾推出過一款名為AQUOS Crystal的極窄邊框手機。但由於知名度和影響力不足，再加上當時人們還沒有了解「全螢幕」的概念，因此並沒有掀起熱潮。直到2016年小米MIX發布之後，人們才開始了解「全螢幕」的概念，才開始掀起全螢幕的熱潮。
2017年2月，LG電子發布了LG G6，掀起全面屏手機的新機潮。2017年9月，蘋果公司發布了iPhone X，為異形全螢幕手機提供了發展的方向。
2018年，中國手機廠商vivo在世界行動通訊大會上展出了vivo APEX概念手機，其螢幕指紋辨識以及升降式前置鏡頭的設計，為接下來推出的全螢幕手機提供了發展的方向。
2018年6月，中國手機廠商vivo和OPPO分別推出了vivo NEX和OPPO Find X，兩款手機都採用了升降式機械結構設計來提升螢幕占比，不同的點在於vivo NEX採用的是升降式前置鏡頭設計，而OPPO Find X則採用了雙軌潛望結構設計，隱藏了正面的傳感器以及後面的雙鏡頭和閃光燈。vivo NEX的螢幕占比為91.24%，而OPPO Find X的螢幕占比更是達到93.8%。兩款手機在發表後獲得國內外媒體一致好評。
2018年10月，中国手机厂商小米推出了小米MIX 3，这款手机采用了磁动力滑盖设计，屏占比达到了93.4%。
2019年8月，韓國品牌三星電子推出了Galaxy Note 10系列旗艦智能手機，屏佔比達到了94%。
2020年2月28日，中国手机厂商vivo发布新一代APEX概念机APEX 2020，采用隐藏式屏下相机技术，使有前置摄像头的非物理结构全面屏得以实现。
2020年9月1日，中兴发布全球首款量产屏下前置相机手机Axon 20，其屏幕供应商为维信诺。屏下摄像区占比0.2%。但屏下相机部分像素密度只有约200ppi，约为常规显示区域的一半。
2021年7月，中兴发布第二代屏下前摄手机Axon 30，屏下相机部分像素密度提升至约400ppi。
2021年8月，小米發佈其旗下首款量产隐藏式屏下相机机型小米MIX 4，其屏幕供应商华星光电与小米共同攻克了AMOLED屏幕在不影响屏幕分辨度的前提下，使更多光线被前置CMOS接收的难题。

## 分类
目前市面上的全螢幕手機分為「異形全螢幕」和「非異形全螢幕」兩種。

### 異形全螢幕
異形全螢幕（俗稱「M字額」、「刘海屏」或「美人尖」）是指在手機螢幕頂部保留一塊用作安置聽筒、前置鏡頭等傳感器的區域，這塊區域俗稱「M字額」或“刘海”。缺點是螢幕的完整性受到了一定程度的犧牲，而且對於系統以及大多數的應用程式來說需要進行一定程度的優化。例如：iPhone X、夏普AQUOS S2、夏普AQUOS S3、華碩ZenFone 5、LG G7 ThinQ系列、華為P20系列、OPPO R15系列等。
一般地，使用非隐藏式屏下相机的机型也被认为是异形全面屏，这种屏幕形态又被称作挖孔屏、珍珠屏等，在屏幕亮起时摄像头区域由于没有屏幕电路而呈现出一个黑色圆型（或长圆形）通孔。目前LCD及AMOLED基材的屏幕面板均已支持这种屏幕形态。自2019年起，越来越多的厂商开始使用非隐藏式屏下相机技术，如iPhone 14 Pro、荣耀V20、小米10、小米11、OPPO Reno系列和vivo X30等。

### 非異形全螢幕
非異形全螢幕是指手機螢幕上沒有缺口、縮窄但不裁切頂部聽筒和底部按鈕面積的類型。例如：三星Galaxy S8系列、三星Galaxy Note 8、三星Galaxy S9系列、LG G6、魅族16系列等。亦有另一種變體是裁切頂部聽筒面積但保留底部按鈕。例如：夏普AQUOS Crystal、小米MIX、小米MIX 2、小米MIX 2S。
随着技术的进步，更多手机厂商另辟蹊径地实现了非异形全面屏。例如采用双面屏设计取消前置摄像头的努比亚X、努比亚Z20，vivo NEX双屏版等；还有自动机械升降结构将前置摄像头弹出的vivo NEX、OPPO Find X、一加7 Pro等；翻轉式鏡頭的華碩ZenFone 7、華碩ZenFone 8 Flip等；也有手动滑盖启动前置摄像头的小米MIX3、荣耀Magic 2和联想Z5 Pro系列等；更有采用屏下摄像头的OPPO MWCS2019概念手机及vivo APEX 2020等的真全面屏手机；而采用折叠屏的三星Galaxy Fold、华为Mate X系列等也是一种全面屏选择。